# Secamone nervosa
Secamone nervosa är en oleanderväxtart som beskrevs av J. Klackenberg. Secamone nervosa ingår i släktet Secamone och familjen oleanderväxter. Inga underarter finns listade i Catalogue of Life.